# D’Avignon
d’Avignon eller Davignon är en fransk uradlig adelsätt. Den upphöjdes 1569 i vicomte-värdighet och är bosatt i Belgien sedan 1600-talet och i Sverige sedan 1912.

## Historia
Ätten härstammar från Avignon i södra Frankrike och dess stamfader är chevalier Guillaume Avignon de Tarascon (1300–1360). 
Gilles d’Avignon (1542–1595), konsul i Chartres, upphöjdes 1569 till vicomte av den franske kungen Karl IX. På grund av religionskrigen under 1600-talet bosatte sig hans äldste son Jean (1590–1650) i provinsen Liège i  nuvarande Belgien. En ättling i sjätte led till dennes sonson Eustache (1659–1737) var Valère-Marie Clovis d’Avignon (1888–1960) som 1912 inflyttade till Sverige, där ätten tillhör Ointroducerad adels förening.
Från den yngre sonsonen Egide Gilles (1672–1707) härstammar en i Belgien fortfarande bosatt gren, vars vicomtetitel bekräftades genom kunglig resolution den 11 mars 1916. Den belgiska grenen för enligt resolutionens bestämmelser ett heraldiskt vapen som skiljer sig från det franska vapnet från 1569. I Belgien skrivs namnet Davignon.

## Vapen för den franska grenen
- Sköld: fält av blått, tre gyllene örnar, ställda två över en.[1]
- Hjälm: en silverhjälm krönt med vicomtekrona.[1]
- Hjälmprydnad: en gyllene örn.[1]
- Hjälmtäcke: invändigt av guld, utvändigt blått.[1]
- Motto: Decus et tutamen in armis (Ära och beskydd genom vapen).[1]

## Vapen för den belgiska grenen
I silver fält tre röda fjädrar bjälkvis, under en svart merlett

## Medlemmar i urval

### Franska grenen
- Guillaume Avignon de Tarascon (1300–1360), stamfader[3]
- Gilles d’Avignon (1542–1595), adlad 1569 av Frankrikes kung Karl IX[3]
- Jean d’Avignon (1590–1650)[3]
- Bernard d’Avignon (1629–1694)[3]
- Eustache d’Avignon (1659–1737)[3]
- Jean-Gabriel d’Avignon (1711–1789)[4]
- Eustache d’Avignon (1745–1838)[4]
- Jean-Francois  d’Avignon (1778–1857)[4]
- Nicolas-Joseph d’Avignon (1823–1890), lärare[4]
- Fernand Francois Marie d’Avignon (1856–1913), finansdirektör[4]
- Valère-Marie Clovis d’Avignon (1888–1960), ingenjör[5]
- Marcel Fernand Edgar Marie d’Avignon (1917–2009), läkare[5]

### Belgiska grenen
- Egide Gilles Davignon (1672-1707)[3]
- Gilles Davignon (1705-1784)[3]
- Francois Gervais Davignon (1755-1825)[3]
- Gilles Davignon(fr) (1780-1859), industri- och finansman, kongressledamot[3]
- Henri Davignon (1817-1868)[3]
- Julien Davignon (1854-1916), utrikesminister. Adlad den 11 mars 1916 av kung Albert I av Belgien[2]
- Jacques Davignon (1887-1965)[3]
- Étienne Davignon (1932-), diplomat[3]

### Annan fransk gren av ätten d’Avignon
- Guillaume II d’Avignon (ca 1648–1724), generallöjtnant[6]